# Ephesia yunnana
Ephesia yunnana är en fjärilsart som beskrevs av Clayton Dissinger Mell 1936. Ephesia yunnana ingår i släktet Ephesia och familjen nattflyn. Inga underarter finns listade i Catalogue of Life.